# 普雷米亚
普雷米亚（法語：Prémilhat，法語發音：[pʁemija]）是法国阿列省的一个市镇，位于该省西部，蒙吕松市区西南，属于蒙吕松区。

## 地理
普雷米亚（46°18'48"N, 2°32'8"E）面积21.12 平方千米，位于法国奥弗涅-罗讷-阿尔卑斯大区阿列省，该省份为法国中部省份，北起涅夫勒省、西北接谢尔省，西南至克勒兹省，南至多姆山省，东南临卢瓦尔省，东临索恩-卢瓦尔省。
与普雷米亚接壤的市镇（或旧市镇、城区）包括：多梅拉、拉沃圣安娜、利涅罗勒、蒙吕松、坎赛讷、泰耶-阿尔让蒂。

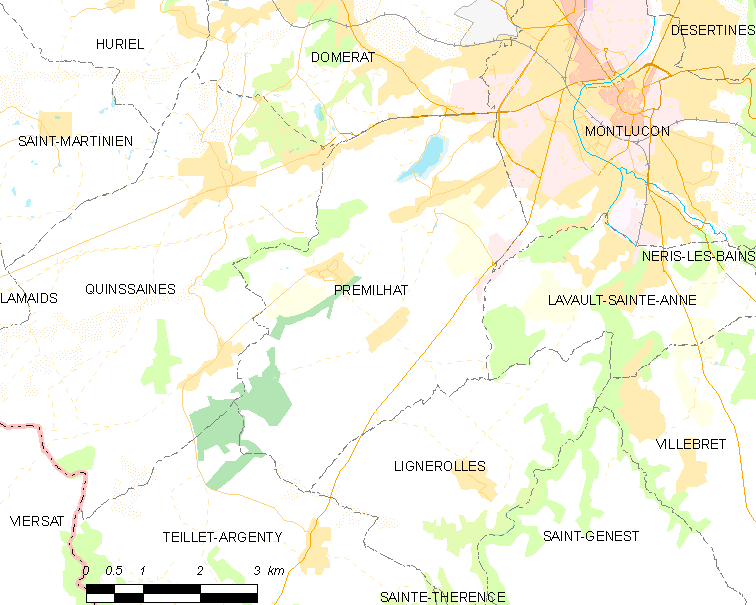
普雷米亚的OSM定位图

普雷米亚的时区为UTC+01:00、UTC+02:00（夏令时）。

## 行政
普雷米亚的邮政编码为03410，INSEE市镇编码为03211。

## 政治
普雷米亚所属的省级选区为蒙吕松第四县。

## 人口

1962-2008年间普雷米亚人口变化图示

普雷米亚于2022年1月1日时的人口数量为2513人。